# Solanum corumbense
Solanum corumbense là loài thực vật có hoa trong họ Cà. Loài này được S. Moore miêu tả khoa học đầu tiên năm 1895.